# Menipea columnaris
Menipea columnaris är en mossdjursart som beskrevs av Jean-Loup d'Hondt 1985. Menipea columnaris ingår i släktet Menipea och familjen Candidae. Inga underarter finns listade i Catalogue of Life.